# 切杭申文
切杭申文（きりくいのもうしぶみ）とは、女叙位の儀式に先だって女嬬が叙爵（五位への叙位）を申請するために作成された申文の一種。

## 概要
通常の叙位は当人の労を積み重ねた上で申文を提出することになるが、女嬬の場合はその要件を満たすのが難しかった（『江家次第』巻3によれば、40年間。他の記録では30年間とする例がある）。そのため、母娘2代で女嬬を務めた場合には、母親が致仕前に残した労を自身の労に加算して申請を行うことが認められていた。それがあたかも切り倒されて杭にされた樹から新たな芽が芽吹くように擬えられたことから、特にこの名称が用いられたという。